# Markavvattning i Sverige
Markavvattning är en juridisk term på verksamheter som syftar till bortledning av vatten, när syftet är att "varaktigt öka en fastighets lämplighet för ett visst ändamål." Markavvattning är alltid tillståndspliktigt, till skillnad ifrån de tre övriga vattenverksamheterna; infiltration för att öka vattenmängden, bortledning för nyttiggörande samt bortledning av skadligt vatten. De tre sistnämnda är normalt också tillståndspliktiga om det inte är uppenbart att varken allmänna eller enskilda intressen skadas, då behövs inget tillstånd. Tillstånd kan ändå alltid sökas. 
Markavvattning ingår som det fjärde och sista benet i den juridiska termen vattenverksamhet, som för Sveriges del beskrivs i kapitel 11 § 2 i miljöbalken. Avgränsningen mot övrig vattenverksamhet är bitvis luddig och oklar.
Fjärde punkten i kap. 11 § 2 i miljöbalken lyder i sin helhet "åtgärder som utförs för att avvattna mark, när det inte är fråga om avledande av avloppsvatten, eller som utförs för att sänka eller tappa ur ett vattenområde eller för att skydda mot vatten, när syftet med åtgärden är att varaktigt öka en fastighets lämplighet för något visst ändamål".

## Vad ingår i begreppet markavvattning
Det finns flera åtgärder som räknas som markavvattning, till exempel dikning, täckdikning, ytvattensänkning, invallning, sjösänkningar samt kanaliseringar och vissa rensningar av vattendrag.
Skyddsdikning och normal dikesrensning till befintligt djup räknas dock inte som markavvattning (men väl till vattenverksamhet).

### Varaktig förändring
En viktig kriterium för att få räknas som markavvattning, är själva syftet med åtgärden. Syftet med åtgärden skall vara att "varaktigt öka en fastighets lämplighet för något visst ändamål". Tillfälliga åtgärder (till exempel vid tillfälliga översvämningar) räknas alltså inte som markavvattning, utan ingår i övrig vattenverksamhet.
I många fall är denna varaktiga förbättring av fastigheten ett absolut krav för att över huvud taget kunna bedriva en viss verksamhet. Är marken för fuktig, blir det alltför stora bekymmer med bl.a. syrgasbrist, markpackning, denitrifikation, ogräs, växtföljd och dålig markbärighet, varför det helt enkelt inte går att bedriva ett rationellt åkerbruk eller skogsbruk på platsen.

## Historisk bakgrund
Under ca 1850-1950 genomfördes många stora sänkningsföretag för att kunna skapa mer åkermark (myrodling) till en växande och bitvis hungrande befolkning. Under senare tid har också många utdikningar genomförts för att kunna öka skogstillväxten i sumpskogar.
Det beräknas att ca 1/4 av Sveriges våtmarker torrlagts sedan början av 1800-talet, något som påverkat en stor mängd växter och djur. De kvarvarande våtmarkerna bör därför skyddas mot fortsatt exploatering, enligt ramsarkonventionen.

## Miljöpåverkan
Då markavvattning är ett begrepp som omfattar flera olika åtgärder (se ovan), kan de negativa effekterna på natur och miljö skilja sig radikalt beroende på vilken åtgärd som avses. Notera att nedanstående miljöpåverkan ibland även kan gälla för övrig vattenverksamhet.

### Förändrad hydrologi
Markens vattenhållande förmåga minskar genom dikningar och rensningar, vilket leder till en snabbare avrinning ner till fältkapacitet. I odikad mark hålls markvattnet kvar längre och flödena jämnas därför oftast ut under året. Speciellt viktiga i detta hänseende är våtmarker.
Grundligt dikade marker leder därför till kraftigare men kortare vårfloder och lägre sommarflöden i de påverkade vattendragen. De kraftiga svängningar i vattendragens vattenstånd resulterar ofta i kraftigt störda ekosystem. Den totala årsavrinningen minskar genom dikning, på grund av en ökad transpiration, vilket också kan påverka floran och faunan i vattendragen.

### Flora och fauna
Floran och faunan på dränerad mark skiljer sig från den i den odränerade. Många typer av våtmark, och med dem sammanhängande ekosystem och arter, har blivit hotade genom markavvattning.
Markavvattning påverkar också vattendragen dit vattnet leds. De snabba flödessvängningarna i vattendragen som dikade marker ger upphov till frigör stora mängder partiklar som grumlar vattnet. De grumlande partiklarna utgörs ofta av lera eller silt. När partiklarna sedimenterar, sätter de igen lekbottnar för fisk som öring och lax samt uppväxtbottnar för flodpärlmusslan. Igenslamning leder även till att växtligheten i vattendraget minskar på grund av minskat ljusgenomsläpp. Mindre vegetation gör att det finns mindre yta för organismer att leva på vilket minskar mängden föda för till exempel fisk. Flera insektsarter kräver även de klart vatten för att överleva.

### Växtnäringsläckage
Genom att snabba på transporten av överskottsvatten och däri lösta växtnäringsämnen från marken, kan dikning indirekt bidra till övergödningen av hav och sjöar. Tidigare hade vattnet en längre retentionstid (uppehållstid) i landskapet vilket gjorde att mer kväve övergick från nitrat till kvävgas genom denitrifikation och fosforn bands i våtmarker.

### Sänkningsföretag
Under ca 1850-1950 skedde många sänkningsföretag på våtmarker ("vattensjuka marker"), som sedan odlades upp (myrodling). Detta har bland annat lett till att flera våtmarksberoende organismer har trängts tillbaka eller t.o.m. utrotats. Detta gäller flera fågelarter, grodarter och växter. I Skåne räknar man med att mellan 80 och 90 procent av alla blöta eller fuktiga ängar dikats ur vilket lett till att bland annat storken haft mycket svårt att klara sig i Sverige. Andra arter som påverkats negativt av sänkningsföretag är skärfläcka, brushane och svarthakedopping.
Sjösänkningar minskar sjöns yta och därmed vattenorganismernas livsmiljö. Sjöarna blir grundare vilket leder till att igenväxningen går fortare. I Uppsala län beräknas endast två sjöar ha undgått sänkningar. Sjöar utgör ofta reproduktionsområden för fisk. Sjösänkningarna minskar arealen lekområden vilket troligen har en negativ inverkan på dessa fiskpopulationer. De negativa natureffekterna av dessa sänkningsföretag finns kvar än idag.

### Vattendragsrensningar
Under flottningsepoken (som pågick fram till 1960-talet) rensades vattendragen på sten och vattendragen vallades ofta in för att förenkla flottningen. Stenar i vattendrag utgör levnadssubstrat för mikroorganismer, insekter, maskar och sniglar. I och med att stenarna togs upp ur vattendraget, minskade ytan för dessa organismer att leva på, vilket har gjort att både antalet arter och individer minskat. Effekten för fisk blir att det blir ont om föda och fiskynglen får ont om gömställen. Dessutom förstörde rensningarna fiskarnas lekbottnar vilket gjorde att reproduktionen störts. De sammantagna effekterna är att flera fiskpopulationer har utrotats eller kraftigt försvagats. Effekterna av dessa rensningar består än idag.
Idag underhållsrensas vattendrag i slättbygder med jämna mellanrum för att bibehålla fastställd avbördningskapacitet enligt gällande vattendom. Denna form av rensning orsakar en störning i vattendraget som kan vara svår för många djur att klara. Kräftor och musslor är arter som ofta dör i stort antal vid dessa underhållsrensningar.

## Juridik

### Historisk bakgrund
Historiskt sett har dikningen varit reglerad i lag sedan medeltiden. Gustav Vasa lät till exempel 1559 påbjuda att "fogde skall hålla dikessyn, eljes högsta ogunst och vrede"! Med 1879 års dikningslag och 1918 års vattenlag som grund, har många sänkningsföretag genomförts för att öka arealen produktiv jordbruksmark.
Sedan 1964 års Naturvårdslag infördes, har dock det lagliga skyddet för de kvarvarande våtmarkerna successivt stärks, speciellt i södra Sverige, vilket i motsvarande grad har gjort det allt svårare att få tillstånd till nya sänkningsföretag.

### Dagens lagstiftning i Sverige
Idag är markavvattning är hårt reglerad i både miljöbalken och restvattenlagen. Huvudsyftet med de hårda reglerna i miljöbalken är att bevara dagens få återstående våtmarker mot en fortsatt exploatering.

#### Tillståndsplikt och förbud
I hela landet råder det tillståndsplikt för markavvattning. Dessutom råder ett principiellt förbud mot markavvattning i stora delar södra och mellersta Sverige (utom på småländska höglandet). Inom dessa områden krävs dispens från det principiella förbudet för att få tillstånd till markavvattning. Ansökan om markavvattning måste skickas in till Länsstyrelsen.
I områden där det råder förbud mot markavvattning, måste en ansökan om dispens från markavvattningsförbudet först skickas in till Länsstyrelsen för ett separat godkännande, innan en tillståndsansökan om markavvattning kan skickas in. Det är dessutom ingalunda säkert att ett tillstånd för markavvattning medges, bara för att man har erhållit en dispens från markavvattningsförbudet. I genomsnitt medges bara tillstånd för ca hälften av de erhållna dispenserna mot markavvattningsförbudet.
Ett viktigt krav för att över huvud taget kunna erhålla ett tillstånd för markavvattning, är att (de ekonomiska) fördelarna överstiger kostnaderna samt skadorna och olägenheterna med denna åtgärd.

#### Några viktiga undantag
Ett undantag finns för jordbruksmark där vanlig täckdikning är tillåten med en maximal ledningsdiameter av 300 mm, så länge inte "allmänna eller enskilda intressen skadas".
Ett annat undantag är avledandet av avloppsvatten och därmed dagvatten inom detaljplan som inte görs för en viss eller vissa fastigheters räkning. "Viss eller vissa fastigheters räkning" skall, enligt propositionen om allmänna vattentjänster, tolkas som att innefatta allt dagvatten inom detaljplan som inte görs av enstaka fastighetsägare som genom särskild ledning avleder dag- och dränvatten enbart för sina fastigheter.
Skyddsdikning är tillåtet, liksom normal dikesrensning (underhållsrensning) till befintligt djup (ej markavvattning). Däremot får inte öppna diken rensas "lite extra" utan ett särskilt tillstånd för markavvattning.

### Vattenjuridik
- Avlopp
- Miljöbalk
- Restvattenlagen
- Vattendirektivet
- Vattendom
- Vattenlagen
- Vattenverksamhet

### Hydrologi och teknik

#### Aktuell
- Anlagd våtmark
- Avrinning
- Dike
- Dikning
- Dikningsbehov
- Dimensionerande flöde
- Dimensionerande flödestal
- Dränerbart markvatten
- Flödesdimensionering
- Flödesmätning
- Grundvatten
- Grundvattenyta
- Kanal
- Kanalströmning
- Kapillaritet
- Konstbevattning
- Markvatten
- Rörströmning
- Skyddsdikning
- Syrgasbrist
- Täckdike
- Täckdikning
- Vattendrag
- Vattendragsrensning
- Vattenföring
- Vattensjuk mark
- Öppet dike

#### Historia
- Flottning
- Myrodling
- Sjösänkning
- Sänkningsföretag